# Usťužna
Usťužna (rusky Устюжна) je město ve Vologdské oblasti v Ruské federaci. Při sčítání lidu v roce 2010 měla 9501 obyvatel.

## Poloha
Usťužna leží na řece Moloze (pravý přítok Rybinské přehrady na Volze).
Od Vologdy, správního střediska celé oblasti, je vzdálena přibližně 230 kilometrů na západ.

## Dějiny
První zmínka o Usťužně je z roku 1252 v ugličské kronice, kde je sídlo zmíněno jako Železnyj Usťug (Железный Устюг).